# Tarmashirin
Aladdin Tarmashirin o semplicemente Tarmashirin (... – 1334) è stato un condottiero mongolo, Khan del Khanato Chagatai dal 1331 al 1334.

## Biografia
Figlio di Duwa Temür (1329-1331) e quindi nipote di Barak Khan, fu noto per la sua campagna nel subcontinente indiano prima della sua incoronazione. Durante questo periodo tentò anche di invadere l'Ilkhanato, senza però avere successo.
Salì al trono del Khanato Chagatai nel 1331 dopo la morte di Duwa Temür. Fu tra i più noti khan convertitisi all'Islam e assunse quindi il nome musulmano di ʿAlāʾ al-Dīn. Similarmente a Taliku, uno dei suoi predecessori, la sua conversione non fu ben gradita dai nobili mongoli, la cui maggioranza praticava il tengrismo e il buddhismo.
Tarmashirin fu spesso descritto positivamente dalle fonti musulmane per via dei suoi sforzi nel diffondere la religione islamica nelle regioni interiori dell'Asia. La sua corte ricevette anche la visita del noto Ibn Battuta durante uno dei suoi viaggi nel continente. Durante il suo regno fu inoltre solito spedire lettere e tributi alla corte della dinastia Yuan. Poiché preferiva abitare nelle città della Transoxiana, egli fu accusato di aver abbandonato il tradizionale codice di condotta mongolo, lo yassa, e fu per questo deposto al termine del kuriltai annuale dell'Orda. Dopo la sua caduta fu cacciato e infine ucciso da alcuni principi Chagatai nei pressi di Samarcanda.